# Caixa de Pensions (la Granadella)
La Caixa de Pensions és un edifici al centre de la vila de la Granadella (les Garrigues) que forma part de l'Inventari del Patrimoni Arquitectònic de Catalunya. És un edifici d'habitatges amb una oficina de la Caixa de Pensions a les plantes baixes.

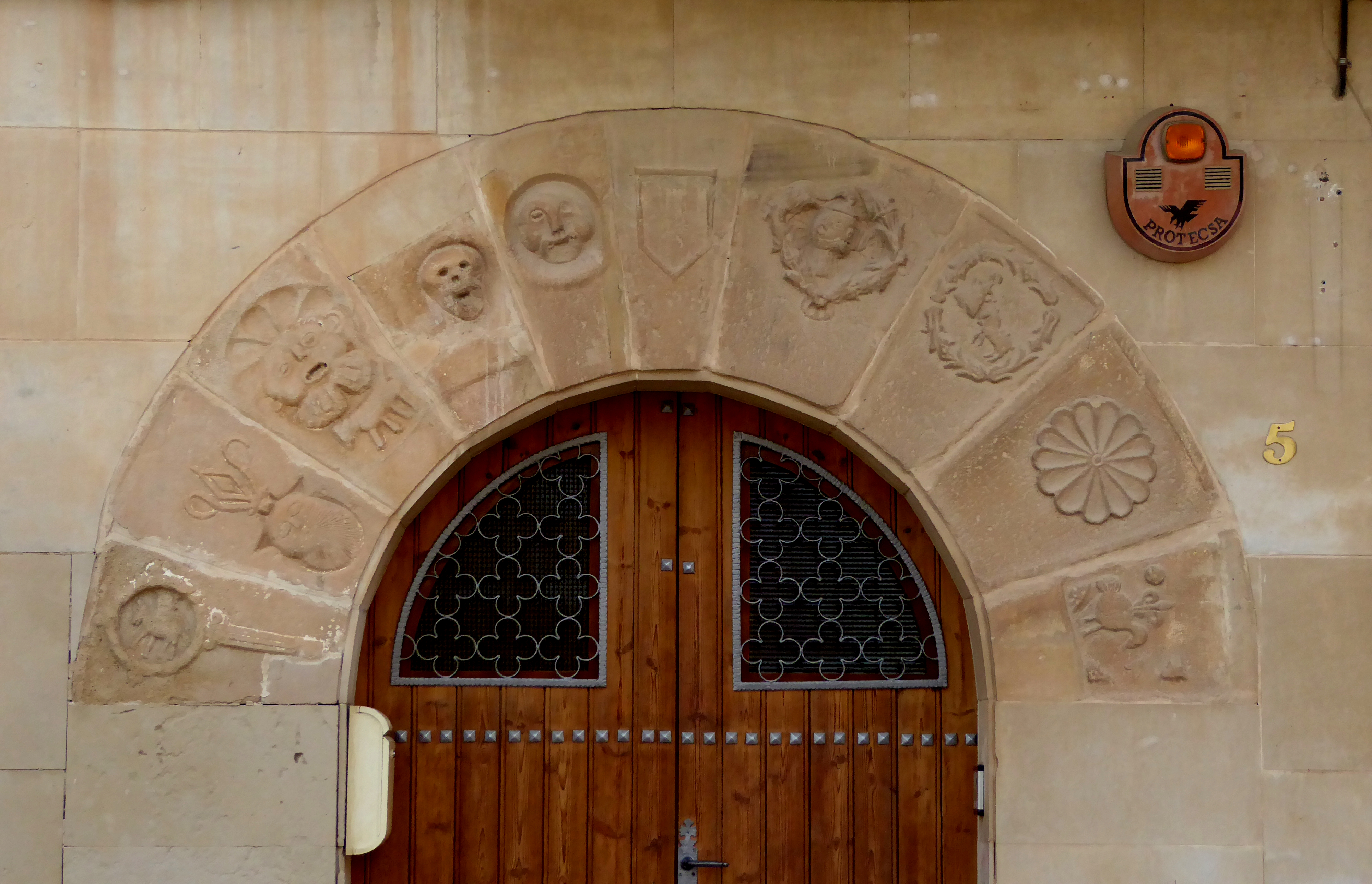
Detall del portal (2019)

 Al seu costat destaca un portal adovellat, de característiques constructives idèntiques als fets sobretot entre segles XV i XVI. Aquest, però, amb la particularitat que cada dovella té un relleu simbòlic, de significat desconegut que podria estar relacionat amb el zodíac. La dovella central sembla més aviat un escut heràldic. Les altres són representacions d'animals, motius abstractes i cares estranyes. L'edifici ha estat restaurat i s'ha posat un aplacat a la pedra nova a tot el contorn de la portada respectant, això si, les dovelles decoratives.